# Ford Edge
De Ford Edge is een Sports Utility Vehicle (SUV) van het Amerikaanse automerk Ford. De Edge wordt sinds 2006 verkocht in de Verenigde Staten, en vanaf 2016 ook in Europa. De SUV is gepositioneerd tussen de Ford Escape en Ford Explorer binnen hun SUV line-up in de VS.

## Eerste generatie (2006-2014)
In 2006 voor modeljaar 2007, werd de middelgrote Edge geïntroduceerd. Het was Ford's antwoord op het middelgrote SUV-segment zoals de Chevrolet Equinox en Toyota RAV4.
De Edge werd in 2010 voorzien van een facelift. Hierbij werden de voor- en achterkant, wielen en interieur vernieuwd. Er was ook actieve aanraakbediening in plaats van conventionele knoppen en schakelaars, zoals de Lincoln MKX.
De productie van de eerste generatie Edge eindigde in 2014.

### Motoren
De Edge was beschikbaar in volgende motoren:
- 2,0 l l4
- 3,5 l V6
- 3,7 l V6

### Utitrustingsniveaus
De Edge was beschikbaar in volgende uitrustingsniveaus:
- SE
- SEL
- SEL Plus
- Limited

## Tweede generatie (2015-)
In 2015 werd de tweede generatie Ford Edge gelanceerd. De auto is langer en hoger, maar minder breed dan zijn voorganger, waarmee het meer een hoekige auto is dan voorheen. Ook kreeg hij standaard LED-lichten en achteruitrijcamera.
In 2019 werd de auto voorzien van een facelift. Sindsdien is de Edge nu ook in Australië leverbaar als Ford Endura.

### Motoren
De Edge is beschikbaar met volgende motoren:
- 2,0 l l4
- 2,7 l V6
- 3,5 l V6

### ST
De ST is een sportieve versie van de tweede generatie Edge. Deze heeft een 2,7 l V6 Ecoboost van 335 pk.